# Dübrichen
Dübrichen (niedersorbisch Debrik) ist ein Ortsteil der Stadt Doberlug-Kirchhain im südbrandenburgischen Landkreis Elbe-Elster.
Dübrichen liegt an der L702 in Richtung Nexdorf etwa 8 Kilometer nordwestlich von Doberlug-Kirchhain.

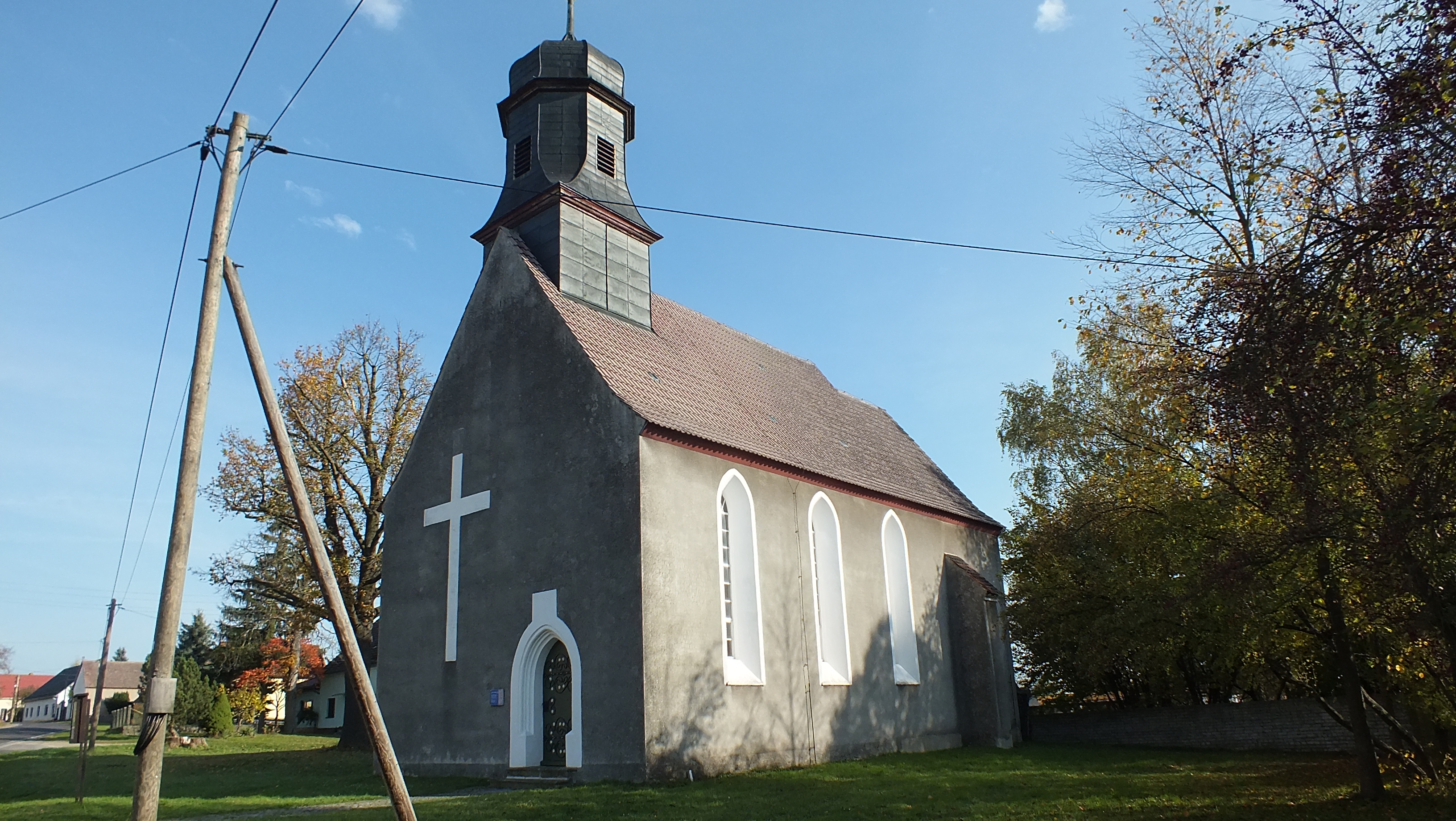
Die Kirche in Dübrichen

## Geschichte

### Eingemeindung
Dübrichen wurde am 1. Oktober 2001 nach Doberlug-Kirchhain eingemeindet.
Der Ortsname leitet sich vom altsorbischen Wort Dubrawa für „Eichenwald“ ab.

## Bevölkerungsentwicklung
| Einwohnerentwicklung von Dübrichen ab 1875 bis 2021 | Einwohnerentwicklung von Dübrichen ab 1875 bis 2021 | Einwohnerentwicklung von Dübrichen ab 1875 bis 2021 | Einwohnerentwicklung von Dübrichen ab 1875 bis 2021 | Einwohnerentwicklung von Dübrichen ab 1875 bis 2021 | Einwohnerentwicklung von Dübrichen ab 1875 bis 2021 | Einwohnerentwicklung von Dübrichen ab 1875 bis 2021 | Einwohnerentwicklung von Dübrichen ab 1875 bis 2021 | Einwohnerentwicklung von Dübrichen ab 1875 bis 2021 | Einwohnerentwicklung von Dübrichen ab 1875 bis 2021 | Einwohnerentwicklung von Dübrichen ab 1875 bis 2021 | Einwohnerentwicklung von Dübrichen ab 1875 bis 2021 | Einwohnerentwicklung von Dübrichen ab 1875 bis 2021 | Einwohnerentwicklung von Dübrichen ab 1875 bis 2021 |
| Jahr                                                | Einwohner                                           |                                                     | Jahr                                                | Einwohner                                           |                                                     | Jahr                                                | Einwohner                                           |                                                     | Jahr                                                | Einwohner                                           |                                                     | Jahr                                                | Einwohner                                           |
| --------------------------------------------------- | --------------------------------------------------- | --------------------------------------------------- | --------------------------------------------------- | --------------------------------------------------- | --------------------------------------------------- | --------------------------------------------------- | --------------------------------------------------- | --------------------------------------------------- | --------------------------------------------------- | --------------------------------------------------- | --------------------------------------------------- | --------------------------------------------------- | --------------------------------------------------- |
| 1875                                                | 232                                                 |                                                     | 1946                                                | 300                                                 |                                                     | 1989                                                | 206                                                 |                                                     | 1995                                                | 221                                                 |                                                     | 2007                                                | 188                                                 |
| 1890                                                | 257                                                 |                                                     | 1950                                                | 262                                                 |                                                     | 1990                                                | 211                                                 |                                                     | 1996                                                | 217                                                 |                                                     | 2021                                                | 155                                                 |
| 1910                                                | 233                                                 |                                                     | 1964                                                | 225                                                 |                                                     | 1991                                                | 213                                                 |                                                     | 1997                                                | 218                                                 |                                                     |                                                     |                                                     |
| 1925                                                | 257                                                 |                                                     | 1971                                                | 236                                                 |                                                     | 1992                                                | 211                                                 |                                                     | 1998                                                | 218                                                 |                                                     |                                                     |                                                     |
| 1933                                                | 263                                                 |                                                     | 1981                                                | 210                                                 |                                                     | 1993                                                | 213                                                 |                                                     | 1999                                                | 215                                                 |                                                     |                                                     |                                                     |
| 1939                                                | 252                                                 |                                                     | 1985                                                | 219                                                 |                                                     | 1994                                                | 213                                                 |                                                     | 2000                                                | 218                                                 |                                                     |                                                     |                                                     |

## Regelmäßige Veranstaltungen
- Osterfeuer am Karsamstag